# Sébastien Courivaud
Sébastien Courivaud (Champigny-sur-Marne, 28 luglio 1968) è un attore e fotografo francese.

## Biografia
Interpreta, tra il 2008 e il 2009, il ruolo di Marc Broman nella soap opera di TF1 Seconde chance. Dopo il debutto con Hélène e i suoi amici, partecipa alle serie Le Miracle de l'amour, poi ne L'école des passions e Studio des artistes.
Oltre ad essere un attore, è anche un fotografo.

## Filmografia

### Televisione
- Hélène e i suoi amici (Hélène et les garçons) - serie TV, 197 episodi (1992-1994)
- Le Miracle de l'amour - serie TV (1995)
- L'école des passions - serie TV, 17 episodi (1996)
- Studio des artistes - serie TV (1997)
- Les vacances de l'amour - serie TV, episodio 4x25 (2000)
- Alex Santana, négociateur - serie TV (2006)
- S.O.S. 18 - serie TV, 4 episodi (2007)
- Vérités assassines, regia di Arnaud Sélignac (2007)
- Seconde chance - serial TV, 180 puntate (2008-2009)
- Un bébé pour mes 40 ans, regia di Pierre Joassin (2010)
- Joséphine, ange gardien - serie TV (2011)
- Profilage - serie TV (2012)